# Paavo Väyrynen
Paavo Väyrynen, né le 2 septembre 1946 à Keminmaa, alors Kemin maalaiskunta en Laponie, est un homme politique finlandais du Parti du centre. Ancien ministre du Commerce extérieur et du Développement, il est député de la circonscription de Laponie, et a régulièrement occupé des fonctions politiques de premier plan depuis le début des années 1970.

## Biographie

### L'étoile montante du parti du centre
Né dans une famille de cultivateurs du sud-ouest de la Laponie, il obtient son diplôme de fin d'études secondaires en 1965 et part étudier à l'université d'Helsinki dont il sort diplômé en science politique en 1970 (il obtiendra également un doctorat de l'Académie d'Åbo en 1988). Lors des élections législatives de mars 1970, à l'âge de 23 ans, il est élu député de Laponie malgré le fort recul de son parti à l'échelon national et devient secrétaire du cabinet du nouveau Premier ministre Ahti Karjalainen. Il devient vice-président du parti en 1972, obtient son premier poste ministériel en novembre 1975 (ministre de l'Éducation du second gouvernement de Martti Miettunen et succède en 1980 à Johannes Virolainen à la tête du parti en 1980,.

### À la tête du parti
Les années 1980 verront l'apogée de sa carrière politique. Ministre des Affaires étrangères dans plusieurs gouvernements, pratiquement en continu entre 1979 et 1987, il est également vice-premier ministre du quatrième gouvernement de Kalevi Sorsa de 1983 à 1987. Ces années sont marquées par la fin de la présidence d'Urho Kekkonen et une évolution des relations entre la Finlande et l'URSS qui est marquée par de nombreuses dissensions au sein du parti. 
Candidat à l'élection présidentielle de 1988, il est largement battu par le candidat social démocrate Mauno Koivisto allié au Parti rural de Finlande de Veikko Vennamo. Il termine en seconde position et devance de peu le candidat du Parti de la coalition nationale Harri Holkeri.

### La question de l'adhésion à l'Union européenne
Quand Esko Aho succède à Väyrynen à la tête du parti du Centre en 1990, la question de l'adhésion du pays à l'Union européenne est un important facteur de division à l'intérieur d'un parti défenseur des intérêts des régions rurales dans lesquelles l'eurosceptiscisme est largement répandu. Ministre des affaires étrangères du gouvernement Aho au moment du dépôt de la candidature d'adhésion de la Finlande, il quitte son poste en 1993 pour devenir l'un des opposants les plus visibles à l'adhésion. Le pays traverse alors une crise économique majeure. Lors de l'élection présidentielle de janvier 1994, tenue pour la première fois uniquement au suffrage universel direct, il termine troisième avec 19,5 % des voix et échoue à être présent au second tour, pénalisé par la candidature du centriste dissident eurosceptique Keijo Korhonen. 

### Député européen et retour au premier plan
Député de la région d'Uusimaa depuis 1991 après avoir quitté sa circonscription de Laponie, il choisit d'entrer au parlement européen après l'entrée du pays dans l'Union européenne et voit son mandat de député suspendu. Élu en première position parmi les députés européens finlandais en 1996, il est facilement réélu en 1999 et en 2004. En tant que parlementaire européen, il s'est opposé à un développement fédéral de l'Union et a œuvré à la promotion de la dimension septentrionale. Lors des élections législatives de 2007, qui voient la courte victoire de son parti, il revient sur la scène politique nationale. Élu député de Laponie, il est nommé par Matti Vanhanen au poste de ministre du commerce extérieur et du développement, quatrième ministre dans l'ordre protocolaire. Il garde son poste au sein du gouvernement Kiviniemi.

### Après les législatives 2011 et la présidentielle 2012: un avenir politique incertain
Le Parti du centre connaît une lourde défaite les élections législatives du 17 avril 2011, perdant 16 députés sur les 51 qu'il détenait. Battu dans la circonscription d'Uusimaa, Väyrynen ne fait pas partie du gouvernement Katainen formé deux mois plus tard auquel le parti du centre ne participe pas.
Il choisit néanmoins d'être candidat à la primaire du parti du centre pour l'élection présidentielle de janvier 2012. Choisi finalement sans opposant, il est candidat suivant une ligne clairement eurosceptique. Deuxième à l'issue du vote en avance, il récolte finalement 17,5 % des suffrages et est devancé par le vert Pekka Haavisto de 37 000 voix (1,3 %). Il ne se qualifie donc pas pour le second tour.
Il se porte de nouveau candidat à l'élection présidentielle de 2018, mais cette fois sous les couleurs de sa propre formation politique, le Parti des citoyens. Il rassemble 6,19 % des voix et termine quatrième.
Il quitte alors le Parti des citoyens pour fonder le Seitsemän tähden liike (Mouvement 7 étoiles), inspiré du Mouvement 5 étoiles en 2018, mais ce mouvement n’obtient aucun élu en avril 2019.